# Peter Kauffold
Peter Kauffold, né le 19 août 1937 à Magdebourg (Allemagne) et mort le 28 avril 2014, est un homme politique est-allemand. Il est ministre de l'Agriculture, des Forêts et de l'Agroalimentaire par intérim en 1990.

## Sources
- (de) Cet article est partiellement ou en totalité issu de l’article de Wikipédia en allemand intitulé « Peter Kauffold » (voir la liste des auteurs).